# Entlassungsproduktivität
Entlassungsproduktivität ist ein wirtschaftswissenschaftlicher Begriff zur Beschreibung des Phänomens, dass die durchschnittliche Arbeitsproduktivität eines Unternehmens unter Umständen zunimmt, nachdem Mitarbeiter entlassen worden sind.

## Unwort des Jahres 2005
Das Wort wurde in Deutschland zum Unwort des Jahres 2005 gewählt. Der Jury-Vorsitzende Horst Dieter Schlosser merkte bei der Bekanntgabe an, dass Vorschläge aus der Wirtschaft, „mit denen die Managements beschönigen und verschleiern“, in den vergangenen Jahren deutlich zugenommen hätten. Der Begriff verschweige zudem seiner Meinung nach die schädlichen Folgen der Arbeitslosigkeit und verschleiere die Mehrbelastung derjenigen, die ihren Arbeitsplatz behalten konnten.

## Verwendung
Aktuell wird dieses Wort in der Metall-Tarifrunde seitens der Arbeitgeber verwendet. So hatte Gesamtmetall-Präsident Martin Kannegiesser den Begriff mehrfach unter anderem in der FAZ verwendet. Inzwischen sei dieser Terminus Bestandteil der Betriebswirtschaftslehre. Gerhard Schröder hatte die Wortschöpfung schon 1998 kritisiert. Insgesamt tauchte das Wort 2005 jedoch nur fünfmal in der überregionalen Presse auf.

## Bewertungen
Sowohl Hans-Werner Sinn vom Ifo-Institut, Vertreter einer Angebotspolitik, als auch der keynesianische Ökonom Rudolf Hickel vom Institut Arbeit und Wirtschaft (IAW) werteten die Wahl zum Unwort des Jahres aus unterschiedlichen Motiven positiv. Sinn merkte an, dass mit der Entlassungsproduktivität deutlich gemacht würde, dass Lohnsteigerungen in Deutschland in der Vergangenheit viel zu hoch gewesen seien, wörtlich sagte er „Es handelt sich dabei um die Zunahme der gemessenen Arbeitsproduktivität, die dadurch hervorgerufen wird, dass überhöhte Lohnsteigerungen die relativ unproduktiven Arbeitsplätze vernichten und nur die produktiveren übrig lassen.“ Dagegen verwies Hickel auf die Einseitigkeit notwendiger Strukturanpassungen zu Lasten der Arbeit und den Zynismus der Wortwahl „dass durch Entlassungen auch noch die Arbeitsproduktivität steigen soll. Der dabei unterstellte ökonomische Zusammenhang ist jedoch nicht haltbar.“
Kritisiert wurde die Entscheidung der Jury hingegen sowohl von Rolf Kroker vom Institut der Deutschen Wirtschaft („Das ist kein Unwort, sondern ein Fachbegriff, der sehr prägnant ein Problem beschreibt.“) als auch von einem Sprecher von Gesamtmetall: „Entlassungsproduktivität sei ein etablierter wirtschaftswissenschaftlicher Fachausdruck, der auch vom Sachverständigenrat zur Beurteilung der gesamtwirtschaftlichen Entwicklung verwendet werde.“

## Verwendungen
„Die hohe Entlassungsproduktivität kann aber keine ökonomische Rechtfertigung für eine weitere Verteuerung der Arbeitskosten sein.“

„Entlassungsproduktivität ist die dümmste, weil kurzsichtigste Variante von Produktivitätssteigerung, zudem eine Lösung auf Kosten Dritter, nämlich des Steuerzahlers. Eine schöpferische Leistung vermag ich darin nicht zu erkennen.“

„Mit Einsparungen und Rationalisierungen können die Konzerne vielleicht ihre Produktivität – besonders die ‚Entlassungsproduktivität‘ – erhöhen und auch den Gewinn stützen. Die Stimmung der Verbraucher, also der Arbeitnehmer, wird so aber bestimmt nicht steigen.“